# Isabella Coymans

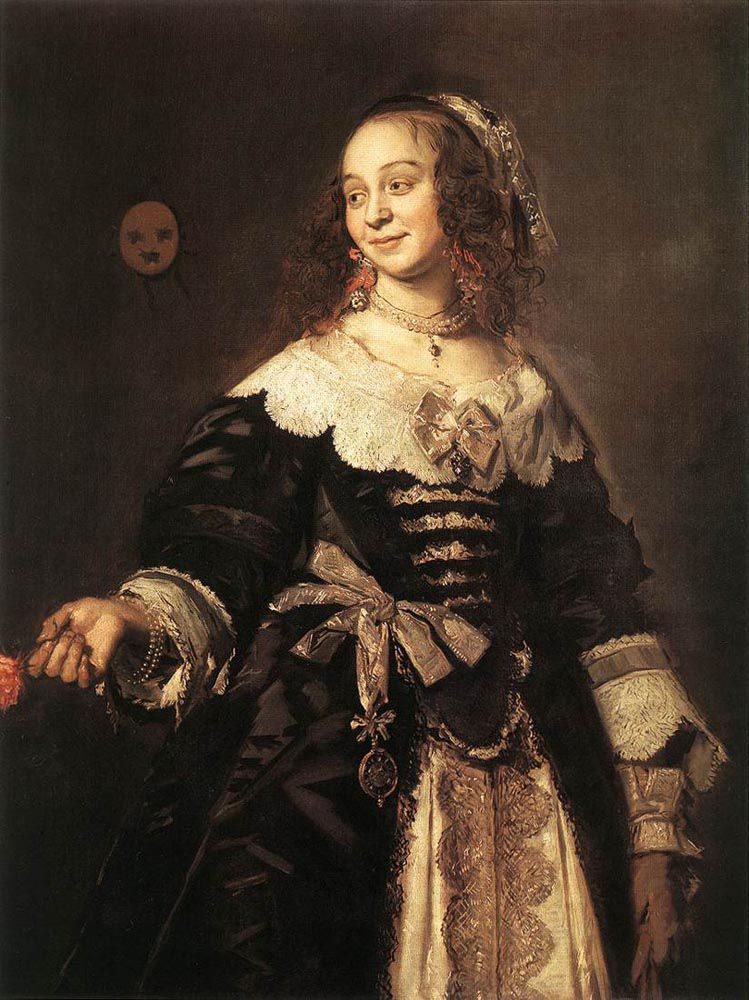
Retrato de Isabella Coymans, Frans Hals.

Isabella Coymans (1626 - 1689) fue la esposa del relevante ciudadano de Haarlem Stephanus Geraerdts, más conocida por su retrato pintado por Frans Hals.

## Biografía y retrato

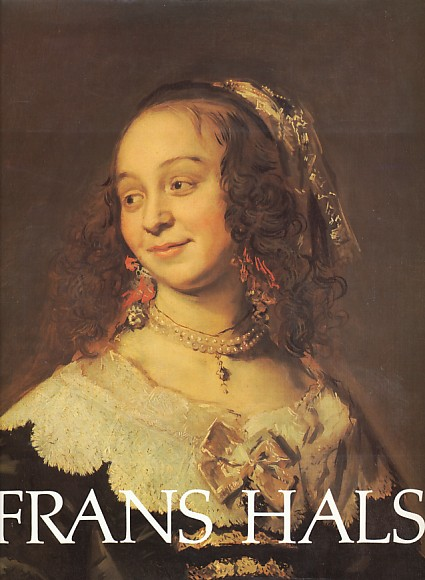
Portada del catálogo de pinturas de Frans Hals de Seymour Slive en 1989.

Era hija del adinerado comerciante de telas de Haarlem, Joseph Coymans, y su esposa Dorothea Berck. Eligió como esposo a Stephanus Geraerdts, miembro de la regencia de Haarlem, y se casó con él en 1644.
Frans Hals pintó para ellos un par de retratos de boda inusuales, mostrando a Isabella en una pose activa, presentándole a su esposo una rosa, con solo la mitad de la flor visible. Ella está de pie, mientras su esposo está sentado con la diestra extendida para coger la flor, posando pasivo a la expectativa. Aunque muchos retratos de boda pendants del Siglo de Oro holandés se han separado desde entonces, este par de retratos en particular, separados desde 1886, recibe la mayor cantidad de comentarios sobre este hecho en la documentación. Hals ciertamente nunca le dio a ninguna otra mujer tanta acción en un retrato. Su cabello también está suelto sobre sus hombros, y lleva escote, aunque modesto. Parece todavía solo prometida, con atuendo de soltera. La gran mayoría de las retratadas de Hals visten como casadas, abotonadas hasta el cuello o con gorguera, y portan el cabello recogido con una diadema o una cofia.
Su retrato apareció en la portada del catálogo Frans Hals de Seymour Slive de la exposición internacional Frans Hals de 1989, aunque estos retratos solo se mostraron en Haarlem y en Londres y no viajaron a Washington D. C. Esa exposición fue la primera vez que se vieron los retratos colgados uno al lado del otro desde que se separaron, y no se los ha vuelto a ver juntos desde entonces. La pareja vivió después de su matrimonio en Koningstraat 18 en Haarlem, que todavía existe como monumento nacional protegido.

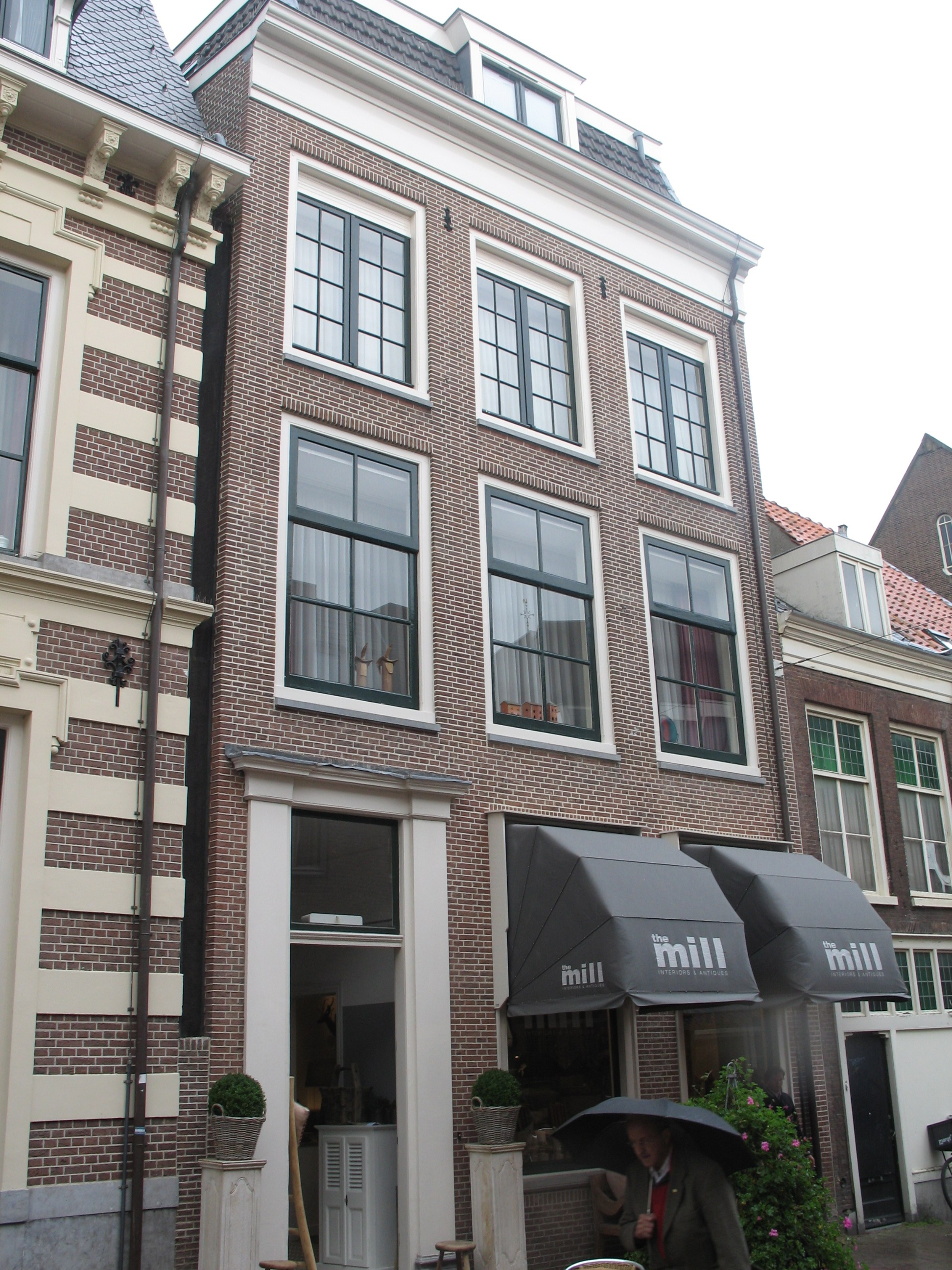
Koningstraat 18 en Haarlem.
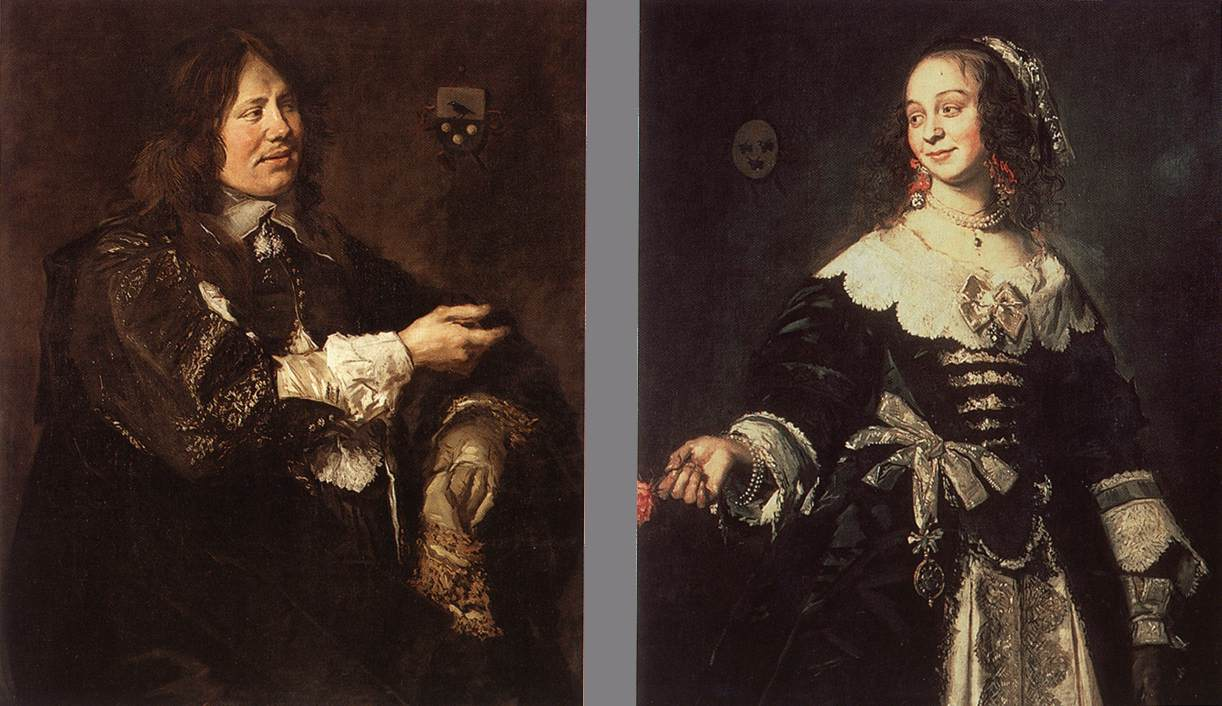
Los pendants juntos.

El historiador del arte Cornelis Hofstede de Groot mezcló la procedencia del retrato de Isabella con una copia débil que se mostró en la Celebración Hudson-Fulton en 1909. Llamada La dama con la rosa, el copista incluyó la rosa completa en lugar del aspecto original cortada por el encuadre. Desde que se vendió en 1866, Stephan ha permanecido en el Museo de Amberes, e Isabella ha permanecido en la colección Rothschild de París. En 1962, el Museo Frans Hals tuvo una exposición a gran escala de pinturas de Hals y Stephan fue incluido, pero el museo estaba tan decepcionado de que Isabella no pudiera venir que le dieron un número de catálogo de todos modos e incluyeron una fotografía de la pieza como acompañante para el retrato de Stephan.